# Peg Phillips
Peg Phillips właśc. Margaret Linton (ur. 20 września 1918 w Everett, zm. 7 listopada 2002 w Seattle) – amerykańska aktorka.
Znana między innymi z roli właścicielki sklepu Ruth-Anne Miller w serialu „Przystanek Alaska”.